# Aurora Seranaj
Aurora Seranaj (Tirana, 14 maggio 1984) è un'allenatrice di calcio ed ex calciatrice albanese, di ruolo centrocampista, tecnico del Partizani.
Prima del ritiro dal calcio giocato ha vestito, e ne è stata anche capitano, la maglia della nazionale albanese fin dalla sua istituzione, siglando anche la prima rete con la nazionale alla prima uscita ufficiale della squadra.

## Carriera

### Calciatrice

#### Club
Seranaj si appassiona al calcio fin da giovanissima, venendo iscritta dal padre a un club, il Dea FK, iniziando a giocare in un squadra mista di pari età. Qui rimane fino ai 16 anni, quando per motivi anagrafici e di costituzione fisica viene esclusa dalla squadra maschile.
Nel 1998 ancora non esiste un movimento femminile in Albania per cui è costretta a continuare l'attività abbracciando altre discipline sportive, passando all'atletica leggera sotto la guida di Liliana Gjerazi. Per i successivi sei anni gareggia quindi nelle discipline dei 100 metri piani e del salto triplo, esperienza che l'avrebbe agevolata alla ripresa dell'attività agonistica nella sua prima squadra interamente femminile.
Venuta a conoscenza della volontà di istituire una nuova squadra di calcio femminile, il Tirana AS, per poter organizzare un torneo a Saranda, Seranaj torna a calcare un terreno da gioco aggregandosi alla squadra che in quell'occasione vince il trofeo in palio.
Visto il crescente interesse la Federcalcio albanese (FSHF) decide di varare il primo campionato ufficiale che avrà luogo a partire dal gennaio 2009. Alla sua prima edizione si afferma nuovamente il Tirana AS, permettendo così a Seranaj e compagne di festeggiare il primo titolo di Campionesse d'Albania. Al club di Tirana rimane ancora qualche anno, venendo promossa capitano dall'allenatore della squadra ed ex nazionale Altin Rraklli.

#### Nazionale
Convocata dalla Federcalcio albanese fin dall'istituzione della nazionale femminile, viene schierata dall'allora selezionatore, oltre che allenatore del Tirana AS, Altin Rraklli nella rosa che affronta in amichevole, superandola per 1-0 con la sua rete al 30', la Macedonia a Pogradec il 5 maggio 2011.

### Allenatrice
Dopo aver conseguito nel gennaio 2022 la licenza UEFA A, nell'estate 2024 le è stata affidata la panchina del Partizani.

## Palmarès

### Club
- Campionato albanese: 1

Tirana AS: 2009
- Coppa d'Albania: 1

Juban Danja: 2012-2013